# Villa Passerini
Villa Passerini si trova in località Pergo presso Cortona (AR).
La villa, come recita un'iscrizione sul muro della cappellina, fu costruita nel XVII secolo e presenta una sobria facciata distinta in tre ordini di aperture. Durante i secoli ha subito numerosi interventi, soprattutto nel corso dell'Ottocento. Il nome deriva dalla famiglia cortonese dei Passerini, che ebbe tra i suoi esponenti più importanti il potente cardinale Silvio Passerini (1469-1529).
Attorno alla villa si estende una grande giardino, racchiuso da un muro di cinta in pietra, che si sviluppa su vari terrzzamenti rettangolari, in parte occupati anche da aree agricole. Le terrazze sono attraversate da percorsi rettilinei e perpendicolari, dei quali i principali sono il cosiddetto viale dei tigli e quello dei cipressi: il primo porta a un platano secolare, il secondo alla ragnaia, un boschetto dove un tempo venivano tese le reti per cacciare i volativi, caratterizzata da un doppio filare di sempreverdi.
Lateralmente rispetto alla villa si trova il giardino all'italiana, con aiuole geometriche delimitate da siepi di bosso, al cui centro si trova un ninfeo. Nelle aiuole crescono esemplari di lagerstroemia, magnolia, calicanto, mentre nelle vasche in muratura lungo i muri perimetrali sono tenute essenze ornamentali quali glicine, rincospermum e rose.
Tra gli elementi architettonici decorativi è particolarmente significativo il tempietto neoclassico chiamato la poledraia, usato per ricoverare le piante di agrumi nella stagione fredda e decorato da mosaici sulla facciata e affreschi interni di scene militari dell'esercito napoleonico. Sul retro della villa, davanti alla cappellina, vi è una giardino segreto (cioè nascosto alla vista da mura) con camelie, che presenta affreschi in trompe-l'œil sulle pareti.
Davanti alla villa invece campeggia sul prato una bella vasca d'acqua, costruita nel 1733 e decorata da un isolotto, un ponticello e archi in pietra.
Tra le essenze arboree del giardino sono presenti pini, cedri dell'Atlante, aceri, sofore, carpini, pioppi, nespoli e mimose.